# Barby (Németország)
Barby település Németországban, azon belül Szász-Anhalt tartományban. Lakosainak száma 8023 fő (2023. december 31.).

## Népesség
A település népességének változása:
| Lakosok száma | 8938 | 8500 | 8394 | 8173 | 8129 | 8023 |
|               | 2014 | 2017 | 2019 | 2021 | 2022 | 2023 |